# Élections cantonales de 2004 en Indre-et-Loire
Les élections cantonales ont eu lieu les 21 et 28 mars 2004.
Lors de ces élections, 19 des 37 cantons d'Indre-et-Loire ont été renouvelés. Elles ont vu la reconduction de la majorité DVD dirigée par Marc Pommereau, président du conseil général depuis 2001.

## Résultats à l’échelle du département
Répartition départementale des résultats (2e tour).
- PS (42,66 %)
- PRG (1,66 %)
- DVG (11,37 %)
- UMP (26,91 %)
- UDF (6,42 %)
- DVD (10,98 %)

| Étiquette      | Étiquette                          | Premier tour | Premier tour | Second tour | Second tour | Sièges |
| Étiquette      | Étiquette                          | Voix         | %            | Voix        | %           | Sièges |
| -------------- | ---------------------------------- | ------------ | ------------ | ----------- | ----------- | ------ |
|                | Parti socialiste                   | 31 469       | 29,49        | 43 447      | 42,66       | 10     |
|                | Divers gauche                      | 7 499        | 7,03         | 11 586      | 11,37       | 3      |
|                | Les Verts                          | 5 732        | 5,37         |             |             |        |
|                | Extrême gauche                     | 4 699        | 4,40         |             |             |        |
|                | Parti communiste français          | 3 821        | 3,58         |             |             |        |
|                | Parti radical de gauche            | 1 231        | 1,15         | 1 691       | 1,66        | 0      |
| Gauche         | Gauche                             | 54 451       | 51,02        | 56 724      | 55,69       | 13     |
|                |                                    |              |              |             |             |        |
|                | Union pour un mouvement populaire  | 19 171       | 17,96        | 27 412      | 26,91       | 2      |
|                | Divers droite                      | 16 118       | 15,10        | 11 183      | 10,98       | 3      |
|                | Front national                     | 11 544       | 10,82        |             |             |        |
|                | Union pour la démocratie française | 5 105        | 4,78         | 6 536       | 6,42        | 1      |
|                | Extrême droite                     | 327          | 0,31         |             |             |        |
| Droite         | Droite                             | 52 265       | 48,97        | 45 131      | 44,31       | 6      |
|                |                                    |              |              |             |             |        |
| Inscrits       | Inscrits                           | 175 794      | 100,00       | 162 339     | 100,00      |        |
| Abstention     | Abstention                         | 64 753       | 36,83        | 55 141      | 33,97       |        |
| Votants        | Votants                            | 111 041      | 63,17        | 107 198     | 66,03       |        |
| Blancs et nuls | Blancs et nuls                     | 4 325        | 3,89         | 5 343       | 4,98        |        |
| Exprimés       | Exprimés                           | 106 716      | 96,11        | 101 855     | 95,02       |        |

## Résultats par canton

### Canton d'Azay-le-Rideau
| Candidats      | Candidats                      | Étiquette      | Premier tour | Premier tour |
| Candidats      | Candidats                      | Étiquette      | Voix         | %            |
| -------------- | ------------------------------ | -------------- | ------------ | ------------ |
|                | Marc Pommereau*                | DVD            | 3 550        | 61,21        |
|                | Martine Pinaud                 | PS             | 972          | 16,76        |
|                | Jean-Yves Lepetit              | FN             | 528          | 9,10         |
|                | Guillaume Descroix             | PRG            | 191          | 3,29         |
|                | Danièle Bouhourdin             | PCF            | 161          | 2,78         |
|                | Abderrahmane Marzouki          | Verts          | 152          | 2,62         |
|                | Marie-Paule Collard-Bouteiller | EXG            | 136          | 2,34         |
|                | Robert Bryche                  | DVD            | 110          | 1,90         |
|                |                                |                |              |              |
| Inscrits       | Inscrits                       | Inscrits       | 9 221        | 100,00       |
| Abstention     | Abstention                     | Abstention     | 3 199        | 34,69        |
| Votants        | Votants                        | Votants        | 6 022        | 65,31        |
| Blancs et nuls | Blancs et nuls                 | Blancs et nuls | 222          | 3,69         |
| Exprimés       | Exprimés                       | Exprimés       | 5 800        | 96,31        |

*sortant

### Canton de Bléré
| Candidats      | Candidats              | Étiquette      | Premier tour | Premier tour | Second tour | Second tour |
| Candidats      | Candidats              | Étiquette      | Voix         | %            | Voix        | %           |
| -------------- | ---------------------- | -------------- | ------------ | ------------ | ----------- | ----------- |
|                | Georges Fortier*       | UMP            | 3 358        | 35,16        | 4 819       | 47,97       |
|                | Alain Kerbriand-Postic | PS             | 3 034        | 31,77        | 5 226       | 52,03       |
|                | Jacqueline Malfray     | FN             | 1 388        | 14,53        |             |             |
|                | Franck Perronin        | Verts          | 708          | 7,41         |             |             |
|                | Maryse Vallée          | EXG            | 483          | 5,06         |             |             |
|                | Maryvonne Barichard    | PCF            | 335          | 3,51         |             |             |
|                | Catherine Costa        | EXD            | 245          | 2,57         |             |             |
|                |                        |                |              |              |             |             |
| Inscrits       | Inscrits               | Inscrits       | 15 497       | 100,00       | 15 442      | 100,00      |
| Abstention     | Abstention             | Abstention     | 5 338        | 34,45        | 4 714       | 30,53       |
| Votants        | Votants                | Votants        | 10 159       | 65,55        | 10 728      | 69,47       |
| Blancs et nuls | Blancs et nuls         | Blancs et nuls | 608          | 5,98         | 683         | 6,37        |
| Exprimés       | Exprimés               | Exprimés       | 9 551        | 94,02        | 10 045      | 93,63       |

*sortant

### Canton de Bourgueil
| Candidats      | Candidats        | Étiquette      | Premier tour | Premier tour | Second tour | Second tour |
| Candidats      | Candidats        | Étiquette      | Voix         | %            | Voix        | %           |
| -------------- | ---------------- | -------------- | ------------ | ------------ | ----------- | ----------- |
|                | Jean Dumont*     | DVD            | 1 906        | 36,97        | 2 595       | 46,50       |
|                | Pierre Junges    | DVG            | 1 645        | 31,90        | 2 986       | 53,50       |
|                | Nathalie Derouet | FN             | 705          | 13,67        |             |             |
|                | Jean-Paul Moreau | PCF            | 482          | 9,35         |             |             |
|                | Pierre Bienvenu  | EXG            | 195          | 3,78         |             |             |
|                | Christian Stas   | EXG            | 128          | 2,48         |             |             |
|                | Daniel Raynaud   | DVG            | 95           | 1,84         |             |             |
|                |                  |                |              |              |             |             |
| Inscrits       | Inscrits         | Inscrits       | 8 805        | 100,00       | 3 625       | 100,00      |
| Abstention     | Abstention       | Abstention     | 3 350        | 38,05        | 2 917       | 33,13       |
| Votants        | Votants          | Votants        | 5 455        | 61,95        | 5 888       | 66,87       |
| Blancs et nuls | Blancs et nuls   | Blancs et nuls | 299          | 5,48         | 307         | 5,21        |
| Exprimés       | Exprimés         | Exprimés       | 5 156        | 94,52        | 5 581       | 94,79       |

*sortant

### Canton de Château-la-Vallière
| Candidats      | Candidats            | Étiquette      | Premier tour | Premier tour | Second tour | Second tour |
| Candidats      | Candidats            | Étiquette      | Voix         | %            | Voix        | %           |
| -------------- | -------------------- | -------------- | ------------ | ------------ | ----------- | ----------- |
|                | Martine Chaigneau    | PS             | 1 579        | 37,34        | 2 617       | 60,00       |
|                | Patrice Berthelemot* | DVD            | 1 054        | 24,92        | 1 745       | 40,00       |
|                | Michel Foussereau    | FN             | 572          | 13,53        |             |             |
|                | Dominique Guinoiseau | DVG            | 564          | 13,34        |             |             |
|                | Patrice Ponsard      | DVD            | 205          | 4,85         |             |             |
|                | Marie-Claude Neveu   | EXG            | 104          | 2,46         |             |             |
|                | Claude Boileau       | EXG            | 87           | 2,06         |             |             |
|                | Yves Lesne           | PCF            | 64           | 1,51         |             |             |
|                |                      |                |              |              |             |             |
| Inscrits       | Inscrits             | Inscrits       | 6 575        | 100,00       | 6 574       | 100,00      |
| Abstention     | Abstention           | Abstention     | 2 181        | 33,17        | 2 031       | 30,89       |
| Votants        | Votants              | Votants        | 4 394        | 66,83        | 4 543       | 69,11       |
| Blancs et nuls | Blancs et nuls       | Blancs et nuls | 165          | 3,76         | 181         | 3,98        |
| Exprimés       | Exprimés             | Exprimés       | 4 229        | 96,24        | 4 362       | 96,02       |

*sortant

### Canton du Grand-Pressigny
| Candidats      | Candidats         | Étiquette      | Premier tour | Premier tour | Second tour | Second tour |
| Candidats      | Candidats         | Étiquette      | Voix         | %            | Voix        | %           |
| -------------- | ----------------- | -------------- | ------------ | ------------ | ----------- | ----------- |
|                | Gérard Hénault    | UMP            | 950          | 38,84        | 1 453       | 59,89       |
|                | Daniel Douady     | DVG            | 608          | 24,86        | 973         | 40,11       |
|                | Francis Baisson   | DVD            | 603          | 24,65        | Retrait     | Retrait     |
|                | Françoise Gantier | FN             | 166          | 6,79         |             |             |
|                | Élisabeth Maugars | PCF            | 61           | 2,49         |             |             |
|                | Catherine Moreau  | EXG            | 58           | 2,37         |             |             |
|                |                   |                |              |              |             |             |
| Inscrits       | Inscrits          | Inscrits       | 3 390        | 100,00       | 3 389       | 100,00      |
| Abstention     | Abstention        | Abstention     | 865          | 25,52        | 823         | 24,28       |
| Votants        | Votants           | Votants        | 2 525        | 74,48        | 2 566       | 75,72       |
| Blancs et nuls | Blancs et nuls    | Blancs et nuls | 79           | 3,13         | 140         | 5,46        |
| Exprimés       | Exprimés          | Exprimés       | 2 446        | 96,87        | 2 426       | 94,54       |

### Canton de L'Île-Bouchard
| Candidats      | Candidats            | Étiquette      | Premier tour | Premier tour | Second tour | Second tour |
| Candidats      | Candidats            | Étiquette      | Voix         | %            | Voix        | %           |
| -------------- | -------------------- | -------------- | ------------ | ------------ | ----------- | ----------- |
|                | Nadège Arnault       | DVG            | 953          | 24,13        | 1 616       | 39,75       |
|                | Marcellin Sigonneau* | DVD            | 947          | 23,98        | 1 314       | 32,32       |
|                | Béatrice Delavenna   | DVG            | 889          | 22,51        | 1 135       | 27,92       |
|                | Jean-Luc Dupont      | UMP            | 719          | 18,21        | Retrait     | Retrait     |
|                | Armelle Gantier      | FN             | 262          | 6,63         |             |             |
|                | Jean-Paul Boucher    | PCF            | 120          | 3,04         |             |             |
|                | Patrice Morin        | EXG            | 59           | 1,49         |             |             |
|                |                      |                |              |              |             |             |
| Inscrits       | Inscrits             | Inscrits       | 5 750        | 100,00       | 5 751       | 100,00      |
| Abstention     | Abstention           | Abstention     | 1 673        | 29,10        | 1 580       | 27,47       |
| Votants        | Votants              | Votants        | 4 077        | 70,90        | 4 171       | 72,53       |
| Blancs et nuls | Blancs et nuls       | Blancs et nuls | 128          | 3,14         | 106         | 2,54        |
| Exprimés       | Exprimés             | Exprimés       | 3 949        | 96,86        | 4 065       | 97,46       |

*sortant

### Canton de Joué-lès-Tours-Sud
| Candidats      | Candidats             | Étiquette      | Premier tour | Premier tour | Second tour | Second tour |
| Candidats      | Candidats             | Étiquette      | Voix         | %            | Voix        | %           |
| -------------- | --------------------- | -------------- | ------------ | ------------ | ----------- | ----------- |
|                | Philippe Le Breton*   | PS             | 3 002        | 48,09        | 3 945       | 61,19       |
|                | François Blanchecotte | DVD            | 1 122        | 17,98        | 2 502       | 38,81       |
|                | Jean-Christophe Turot | UMP            | 770          | 12,34        |             |             |
|                | Claude Delville       | FN             | 667          | 10,69        |             |             |
|                | Mohamed Lasla         | Verts          | 303          | 4,85         |             |             |
|                | Daniel Chiaesses      | EXG            | 240          | 3,84         |             |             |
|                | Thierry Lheritier     | PCF            | 138          | 2,21         |             |             |
|                |                       |                |              |              |             |             |
| Inscrits       | Inscrits              | Inscrits       | 11 280       | 100,00       | 11 280      | 100,00      |
| Abstention     | Abstention            | Abstention     | 4 852        | 43,01        | 4 515       | 40,03       |
| Votants        | Votants               | Votants        | 6 428        | 56,99        | 6 765       | 59,97       |
| Blancs et nuls | Blancs et nuls        | Blancs et nuls | 186          | 2,89         | 318         | 4,70        |
| Exprimés       | Exprimés              | Exprimés       | 6 242        | 97,11        | 6 447       | 95,30       |

*sortant

### Canton de Ligueil
| Candidats      | Candidats          | Étiquette      | Premier tour | Premier tour | Second tour | Second tour |
| Candidats      | Candidats          | Étiquette      | Voix         | %            | Voix        | %           |
| -------------- | ------------------ | -------------- | ------------ | ------------ | ----------- | ----------- |
|                | Michel Giraudeau*  | DVD            | 1 325        | 34,58        | 1 987       | 50,61       |
|                | Michel Guignaudeau | DVG            | 1 022        | 26,67        | 1 939       | 49,39       |
|                | Christian Grellet  | PS             | 661          | 17,25        | Retrait     | Retrait     |
|                | Jacques Raymond    | DVD            | 313          | 8,17         |             |             |
|                | Marie Girault      | DVD            | 262          | 6,84         |             |             |
|                | Chantal Sornin     | EXG            | 134          | 3,50         |             |             |
|                | Gatien Cluzel      | PCF            | 115          | 3,00         |             |             |
|                |                    |                |              |              |             |             |
| Inscrits       | Inscrits           | Inscrits       | 5 571        | 100,00       | 5 569       | 100,00      |
| Abstention     | Abstention         | Abstention     | 1 570        | 28,18        | 1 395       | 25,05       |
| Votants        | Votants            | Votants        | 4 001        | 71,82        | 4 174       | 74,95       |
| Blancs et nuls | Blancs et nuls     | Blancs et nuls | 169          | 4,22         | 248         | 5,94        |
| Exprimés       | Exprimés           | Exprimés       | 3 832        | 95,78        | 3 926       | 94,06       |

*sortant

### Canton de Luynes
| Candidats      | Candidats          | Étiquette      | Premier tour | Premier tour | Second tour | Second tour |
| Candidats      | Candidats          | Étiquette      | Voix         | %            | Voix        | %           |
| -------------- | ------------------ | -------------- | ------------ | ------------ | ----------- | ----------- |
|                | Joseph Masbernat*  | PS             | 3 621        | 38,94        | 5 127       | 53,23       |
|                | Michel Pasquier    | UMP            | 3 244        | 34,88        | 4 505       | 46,77       |
|                | Mathieu Dechamps   | FN             | 933          | 10,03        |             |             |
|                | Alexandre Bertrel  | Verts          | 822          | 8,84         |             |             |
|                | Jean-Jacques Rouet | EXG            | 251          | 2,70         |             |             |
|                | Étienne Cherblanc  | EXG            | 250          | 2,69         |             |             |
|                | Michel Pineau      | PCF            | 179          | 1,92         |             |             |
|                |                    |                |              |              |             |             |
| Inscrits       | Inscrits           | Inscrits       | 15 008       | 100,00       | 15 011      | 100,00      |
| Abstention     | Abstention         | Abstention     | 5 340        | 35,58        | 4 863       | 32,40       |
| Votants        | Votants            | Votants        | 9 668        | 64,42        | 10 148      | 67,60       |
| Blancs et nuls | Blancs et nuls     | Blancs et nuls | 368          | 3,81         | 516         | 5,08        |
| Exprimés       | Exprimés           | Exprimés       | 9 300        | 96,19        | 9 632       | 94,92       |

*sortant

### Canton de Montbazon
| Candidats      | Candidats            | Étiquette      | Premier tour | Premier tour | Second tour | Second tour |
| Candidats      | Candidats            | Étiquette      | Voix         | %            | Voix        | %           |
| -------------- | -------------------- | -------------- | ------------ | ------------ | ----------- | ----------- |
|                | Marisol Touraine*    | PS             | 3 973        | 40,47        | 5 572       | 55,12       |
|                | Alain Esnault        | UMP            | 2 218        | 22,59        | 4 537       | 44,88       |
|                | Sylvie Giner Lardeau | DVD            | 1 321        | 13,46        |             |             |
|                | Dominique Limosin    | FN             | 1 157        | 11,79        |             |             |
|                | Alain Pachet         | Verts          | 515          | 5,25         |             |             |
|                | Jacques Chabalier    | PCF            | 340          | 3,46         |             |             |
|                | Michel Deguet        | EXG            | 293          | 2,98         |             |             |
|                |                      |                |              |              |             |             |
| Inscrits       | Inscrits             | Inscrits       | 15 988       | 100,00       | 15 989      | 100,00      |
| Abstention     | Abstention           | Abstention     | 5 805        | 36,31        | 5 426       | 33,94       |
| Votants        | Votants              | Votants        | 10 183       | 63,69        | 10 563      | 66,06       |
| Blancs et nuls | Blancs et nuls       | Blancs et nuls | 366          | 3,59         | 454         | 4,30        |
| Exprimés       | Exprimés             | Exprimés       | 9 817        | 96,41        | 10 109      | 95,70       |

*sortant

### Canton de Montlouis-sur-Loire
| Candidats      | Candidats        | Étiquette      | Premier tour | Premier tour | Second tour | Second tour |
| Candidats      | Candidats        | Étiquette      | Voix         | %            | Voix        | %           |
| -------------- | ---------------- | -------------- | ------------ | ------------ | ----------- | ----------- |
|                | Patrick Bourdy*  | PS             | 3 962        | 45,23        | 5 863       | 65,22       |
|                | Véronique Roy    | UDF            | 2 134        | 24,36        | 3 126       | 34,78       |
|                | Jean Guimard     | FN             | 931          | 10,63        |             |             |
|                | Gilles Engels    | Verts          | 702          | 8,01         |             |             |
|                | Maryse Cabanel   | PCF            | 440          | 5,02         |             |             |
|                | Sylvie Thiebaut  | EXG            | 313          | 3,57         |             |             |
|                | Samira Berouayel | EXG            | 195          | 2,23         |             |             |
|                | Emile Paccard    | EXD            | 82           | 0,94         |             |             |
|                |                  |                |              |              |             |             |
| Inscrits       | Inscrits         | Inscrits       | 14 316       | 100,00       | 14 316      | 100,00      |
| Abstention     | Abstention       | Abstention     | 5 186        | 36,23        | 4 809       | 33,59       |
| Votants        | Votants          | Votants        | 9 130        | 63,77        | 9 507       | 66,41       |
| Blancs et nuls | Blancs et nuls   | Blancs et nuls | 371          | 4,06         | 518         | 5,45        |
| Exprimés       | Exprimés         | Exprimés       | 8 759        | 95,94        | 8 989       | 94,55       |

*sortant

### Canton de Montrésor
| Candidats      | Candidats              | Étiquette      | Premier tour | Premier tour |
| Candidats      | Candidats              | Étiquette      | Voix         | %            |
| -------------- | ---------------------- | -------------- | ------------ | ------------ |
|                | Jean Lévêque*          | DVD            | 1 440        | 50,44        |
|                | Jean-Pierre Faes       | PS             | 731          | 25,60        |
|                | Marie-Rosé Ervais      | FN             | 328          | 11,49        |
|                | Bernard Chamblet       | PCF            | 156          | 5,46         |
|                | Dominique Brancher     | Verts          | 131          | 4,59         |
|                | Stanislas Szczotkowski | EXG            | 69           | 2,42         |
|                |                        |                |              |              |
| Inscrits       | Inscrits               | Inscrits       | 4 304        | 100,00       |
| Abstention     | Abstention             | Abstention     | 1 329        | 30,88        |
| Votants        | Votants                | Votants        | 2 975        | 69,12        |
| Blancs et nuls | Blancs et nuls         | Blancs et nuls | 120          | 4,03         |
| Exprimés       | Exprimés               | Exprimés       | 2 855        | 95,97        |

*sortant

### Canton de Neuvy-le-Roi
| Candidats      | Candidats         | Étiquette      | Premier tour | Premier tour | Second tour | Second tour |
| Candidats      | Candidats         | Étiquette      | Voix         | %            | Voix        | %           |
| -------------- | ----------------- | -------------- | ------------ | ------------ | ----------- | ----------- |
|                | Henri Zamarlik*   | UDF            | 1 168        | 39,81        | 1 432       | 46,72       |
|                | Catherine Come    | DVD            | 936          | 31,90        | 1 040       | 33,93       |
|                | Michel Goupil     | PS             | 469          | 15,99        | 593         | 19,35       |
|                | Lucien Loriot     | FN             | 193          | 6,58         |             |             |
|                | Catherine Rudeaut | EXG            | 65           | 2,22         |             |             |
|                | Hervé Letang      | EXG            | 61           | 2,08         |             |             |
|                | Stéphane Morillon | PCF            | 42           | 1,43         |             |             |
|                |                   |                |              |              |             |             |
| Inscrits       | Inscrits          | Inscrits       | 4 389        | 100,00       | 4 389       | 100,00      |
| Abstention     | Abstention        | Abstention     | 1 329        | 30,28        | 1 200       | 27,34       |
| Votants        | Votants           | Votants        | 3 060        | 69,72        | 3 189       | 72,66       |
| Blancs et nuls | Blancs et nuls    | Blancs et nuls | 126          | 4,12         | 124         | 3,89        |
| Exprimés       | Exprimés          | Exprimés       | 2 934        | 95,88        | 3 065       | 96,11       |

*sortant

### Canton de Richelieu
| Candidats      | Candidats        | Étiquette      | Premier tour | Premier tour | Second tour | Second tour |
| Candidats      | Candidats        | Étiquette      | Voix         | %            | Voix        | %           |
| -------------- | ---------------- | -------------- | ------------ | ------------ | ----------- | ----------- |
|                | Serge Garot*     | UMP            | 1 753        | 45,01        | 2 362       | 58,28       |
|                | Alain Zwaenepoel | PRG            | 908          | 23,31        | 1 691       | 41,72       |
|                | Jacky Oudin      | FN             | 490          | 12,58        |             |             |
|                | Vincent Despres  | UDF            | 450          | 11,55        |             |             |
|                | Danielle David   | EXG            | 198          | 5,08         |             |             |
|                | Patrick Fresne   | PCF            | 96           | 2,46         |             |             |
|                |                  |                |              |              |             |             |
| Inscrits       | Inscrits         | Inscrits       | 6 553        | 100,00       | 6 553       | 100,00      |
| Abstention     | Abstention       | Abstention     | 2 422        | 36,96        | 2 228       | 34,00       |
| Votants        | Votants          | Votants        | 4 131        | 63,04        | 4 325       | 66,00       |
| Blancs et nuls | Blancs et nuls   | Blancs et nuls | 236          | 5,71         | 272         | 6,29        |
| Exprimés       | Exprimés         | Exprimés       | 3 895        | 94,29        | 4 053       | 93,71       |

*sortant

### Canton de Tours-Nord-Est
| Candidats      | Candidats           | Étiquette      | Premier tour | Premier tour | Second tour | Second tour |
| Candidats      | Candidats           | Étiquette      | Voix         | %            | Voix        | %           |
| -------------- | ------------------- | -------------- | ------------ | ------------ | ----------- | ----------- |
|                | Frédéric Thomas     | PS             | 2 137        | 35,71        | 3 414       | 54,39       |
|                | Lionel Bejeau       | UMP            | 1 735        | 28,99        | 2 863       | 45,61       |
|                | Jean-Pierre Michel  | FN             | 611          | 10,21        |             |             |
|                | Rachel Khan         | Verts          | 518          | 8,65         |             |             |
|                | Xavier Dateu        | DVD            | 476          | 7,95         |             |             |
|                | Nicole Legeay       | EXG            | 195          | 3,26         |             |             |
|                | Marie-Pierre Cuvier | PCF            | 192          | 3,21         |             |             |
|                | Pierre Deseuf       | EXG            | 121          | 2,02         |             |             |
|                |                     |                |              |              |             |             |
| Inscrits       | Inscrits            | Inscrits       | 10 146       | 100,00       | 10 165      | 100,00      |
| Abstention     | Abstention          | Abstention     | 3 972        | 39,15        | 3 605       | 35,46       |
| Votants        | Votants             | Votants        | 6 174        | 60,85        | 6 560       | 64,54       |
| Blancs et nuls | Blancs et nuls      | Blancs et nuls | 189          | 3,06         | 283         | 4,31        |
| Exprimés       | Exprimés            | Exprimés       | 5 985        | 96,94        | 6 277       | 95,69       |

### Canton de Tours-Sud
| Candidats      | Candidats           | Étiquette      | Premier tour | Premier tour | Second tour | Second tour |
| Candidats      | Candidats           | Étiquette      | Voix         | %            | Voix        | %           |
| -------------- | ------------------- | -------------- | ------------ | ------------ | ----------- | ----------- |
|                | Claude Chauveau     | DVG            | 1 723        | 33,39        | 2 937       | 53,93       |
|                | Jean-Luc Muratet    | UMP            | 1 598        | 30,97        | 2 509       | 46,07       |
|                | Jean Verdon         | FN             | 574          | 11,12        |             |             |
|                | François Lafourcade | Verts          | 494          | 9,57         |             |             |
|                | Dominique Lemoine   | DVD            | 302          | 5,85         |             |             |
|                | Sylvie Carrat       | EXG            | 173          | 3,35         |             |             |
|                | Alain Delarue       | PCF            | 164          | 3,18         |             |             |
|                | Koffi Ghyamphi      | PRG            | 132          | 2,56         |             |             |
|                |                     |                |              |              |             |             |
| Inscrits       | Inscrits            | Inscrits       | 9 233        | 100,00       | 9 268       | 100,00      |
| Abstention     | Abstention          | Abstention     | 3 953        | 42,81        | 3 611       | 38,96       |
| Votants        | Votants             | Votants        | 5 280        | 57,19        | 5 657       | 61,04       |
| Blancs et nuls | Blancs et nuls      | Blancs et nuls | 120          | 2,27         | 211         | 3,73        |
| Exprimés       | Exprimés            | Exprimés       | 5 160        | 97,73        | 5 446       | 96,27       |

### Canton de Tours-Ouest
| Candidats      | Candidats             | Étiquette      | Premier tour | Premier tour | Second tour | Second tour |
| Candidats      | Candidats             | Étiquette      | Voix         | %            | Voix        | %           |
| -------------- | --------------------- | -------------- | ------------ | ------------ | ----------- | ----------- |
|                | Nicolas Gautreau*     | PS             | 2 180        | 43,58        | 3 203       | 61,82       |
|                | Alain Devineau        | UDF            | 1 353        | 27,05        | 1 978       | 38,18       |
|                | Brigitte Moreau       | FN             | 456          | 9,12         |             |             |
|                | David Chollet         | Verts          | 433          | 8,66         |             |             |
|                | François Nobili       | DVD            | 246          | 4,92         |             |             |
|                | Jean-Michel Hernandez | EXG            | 191          | 3,82         |             |             |
|                | Michel Torro          | PCF            | 143          | 2,86         |             |             |
|                |                       |                |              |              |             |             |
| Inscrits       | Inscrits              | Inscrits       | 8 895        | 100,00       | 8 917       | 100,00      |
| Abstention     | Abstention            | Abstention     | 3 750        | 42,16        | 3 507       | 39,33       |
| Votants        | Votants               | Votants        | 5 145        | 57,84        | 5 410       | 60,67       |
| Blancs et nuls | Blancs et nuls        | Blancs et nuls | 143          | 2,78         | 229         | 4,23        |
| Exprimés       | Exprimés              | Exprimés       | 5 002        | 97,22        | 5 181       | 95,77       |

*sortant

### Canton de Tours-Est
| Candidats      | Candidats          | Étiquette      | Premier tour | Premier tour | Second tour | Second tour |
| Candidats      | Candidats          | Étiquette      | Voix         | %            | Voix        | %           |
| -------------- | ------------------ | -------------- | ------------ | ------------ | ----------- | ----------- |
|                | Monique Chevet     | PS             | 2 302        | 38,63        | 3 919       | 62,81       |
|                | Pascal Ménage      | UMP            | 1 571        | 26,36        | 2 320       | 37,19       |
|                | Patrick Marion     | FN             | 751          | 12,60        |             |             |
|                | Matthieu Thouvenin | Verts          | 590          | 9,90         |             |             |
|                | Josette Blanchet   | PCF            | 387          | 6,49         |             |             |
|                | Sylvain Fauvinet   | EXG            | 195          | 3,27         |             |             |
|                | Christian Anis     | EXG            | 163          | 2,74         |             |             |
|                |                    |                |              |              |             |             |
| Inscrits       | Inscrits           | Inscrits       | 10 745       | 100,00       | 10 763      | 100,00      |
| Abstention     | Abstention         | Abstention     | 4 578        | 42,61        | 4 162       | 38,67       |
| Votants        | Votants            | Votants        | 6 167        | 57,39        | 6 601       | 61,33       |
| Blancs et nuls | Blancs et nuls     | Blancs et nuls | 208          | 3,37         | 362         | 5,48        |
| Exprimés       | Exprimés           | Exprimés       | 5 959        | 96,63        | 6 239       | 94,52       |

### Canton de Tours-Nord-Ouest
| Candidats      | Candidats         | Étiquette      | Premier tour | Premier tour | Second tour | Second tour |
| Candidats      | Candidats         | Étiquette      | Voix         | %            | Voix        | %           |
| -------------- | ----------------- | -------------- | ------------ | ------------ | ----------- | ----------- |
|                | Claude Roiron*    | PS             | 2 846        | 48,69        | 3 968       | 66,00       |
|                | Marie-José Fenet  | UMP            | 1 255        | 21,47        | 2 044       | 34,00       |
|                | Nelly Bertrand    | FN             | 832          | 14,23        |             |             |
|                | Caroline Deforge  | Verts          | 364          | 6,23         |             |             |
|                | Jean-Claude Pillu | PCF            | 206          | 3,52         |             |             |
|                | Yves Hericier     | EXG            | 205          | 3,51         |             |             |
|                | Tarik Roukba      | EXG            | 137          | 2,34         |             |             |
|                |                   |                |              |              |             |             |
| Inscrits       | Inscrits          | Inscrits       | 10 128       | 100,00       | 10 158      | 100,00      |
| Abstention     | Abstention        | Abstention     | 4 061        | 40,10        | 3 755       | 36,97       |
| Votants        | Votants           | Votants        | 6 067        | 59,90        | 6 403       | 63,03       |
| Blancs et nuls | Blancs et nuls    | Blancs et nuls | 222          | 3,66         | 391         | 6,11        |
| Exprimés       | Exprimés          | Exprimés       | 5 845        | 96,34        | 6 012       | 93,89       |

*sortant